# Aethionema saxatile
Aethionema saxatile es una planta herbácea bianual o perenne, perteneciente a la familia Brassicaceae de unos 30 cm.

## Descripción
Pequeña hierba de hasta 30 cm, bienal o perenne, sin pelos (glabra). Tallos erectos ramificados en la base. Hojas sesiles, algo engrosadas (carnosas), de color verde o azuladas. Con variedad en las hojas; desde la mitad del tallo son linear-lanceoladas y las inferiores son hojas obovadas que caen al florecer. Florece en un racimo corimbiforme denso que se va alargando a lo largo de ésta. Flores hermafroditas, actinomorfas, con dos pares de pétalos rosados opuestos entre ellos, con nervios más oscuros que se vuelven blanquecinos con la floración. Seis estambres, con dos de ellos más cortos (característica de la mayoría de las crucíferas) y cuatro más largos.(tetradinamia). Frutos predominantemente dehiscentes, elípticos, cóncavos y con dos o tres pares de semillas de 1 a 1.5 mm.

## Hábitat y distribución
Lugares rocosos,  secos,  rocas calizas;  hasta 2000 m. 

Sur y centro sur de Europa.

## Taxonomía y sinonimia
- Aethionema almijarense Amo & Campo ex Amo
- Aethionema banaticum Janka
- Aethionema gracile DC.
- Aethionema peregrinum Vines & Druce
- Crucifera aethionema E.H.L.Krause
- Thlaspi saxatile L., Sp. Pl. 646 (1753) basónimo

## Enlace exterior
- Wikimedia Commons alberga una categoría multimedia sobre Aethionema saxatile.